# Celebophlebia carolinae
Celebophlebia carolinae là loài chuồn chuồn trong họ Libellulidae. Loài này được van Tol mô tả khoa học đầu tiên năm 1987.